# Улет
Уле́т (фр. Houlette) — коммуна во Франции, находится в регионе Пуату — Шаранта. Департамент — Шаранта. Входит в состав кантона Жарнак. Округ коммуны — Коньяк.
Код INSEE коммуны — 16165.
Коммуна расположена приблизительно в 400 км к юго-западу от Парижа, в 105 км юго-западнее Пуатье, в 32 км к северо-западу от Ангулема.

## Население
Население коммуны на 2008 год составляло 388 человек.
| 1962 | 1968 | 1975 | 1982 | 1990 | 1999 | 2008 |
| ---- | ---- | ---- | ---- | ---- | ---- | ---- |
| 303  | 302  | 338  | 320  | 373  | 388  | 388  |

## Экономика
В 2007 году среди 243 человек в трудоспособном возрасте (15—64 лет) 179 были экономически активными, 64 — неактивными (показатель активности — 73,7 %, в 1999 году было 72,1 %). Из 179 активных работали 166 человек (100 мужчин и 66 женщин), безработных было 13 (5 мужчин и 8 женщин). Среди 64 неактивных 19 человек были учениками или студентами, 18 — пенсионерами, 27 были неактивными по другим причинам.

## Фотогалерея

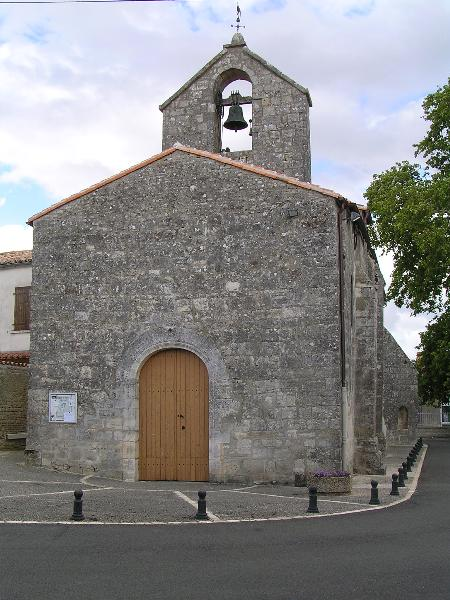
Церковь Сен-Мартен
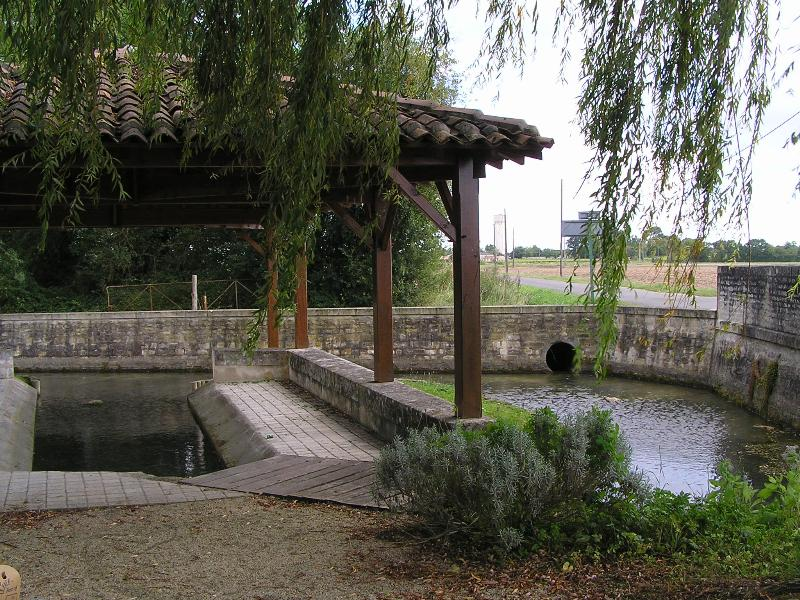
Прачечная
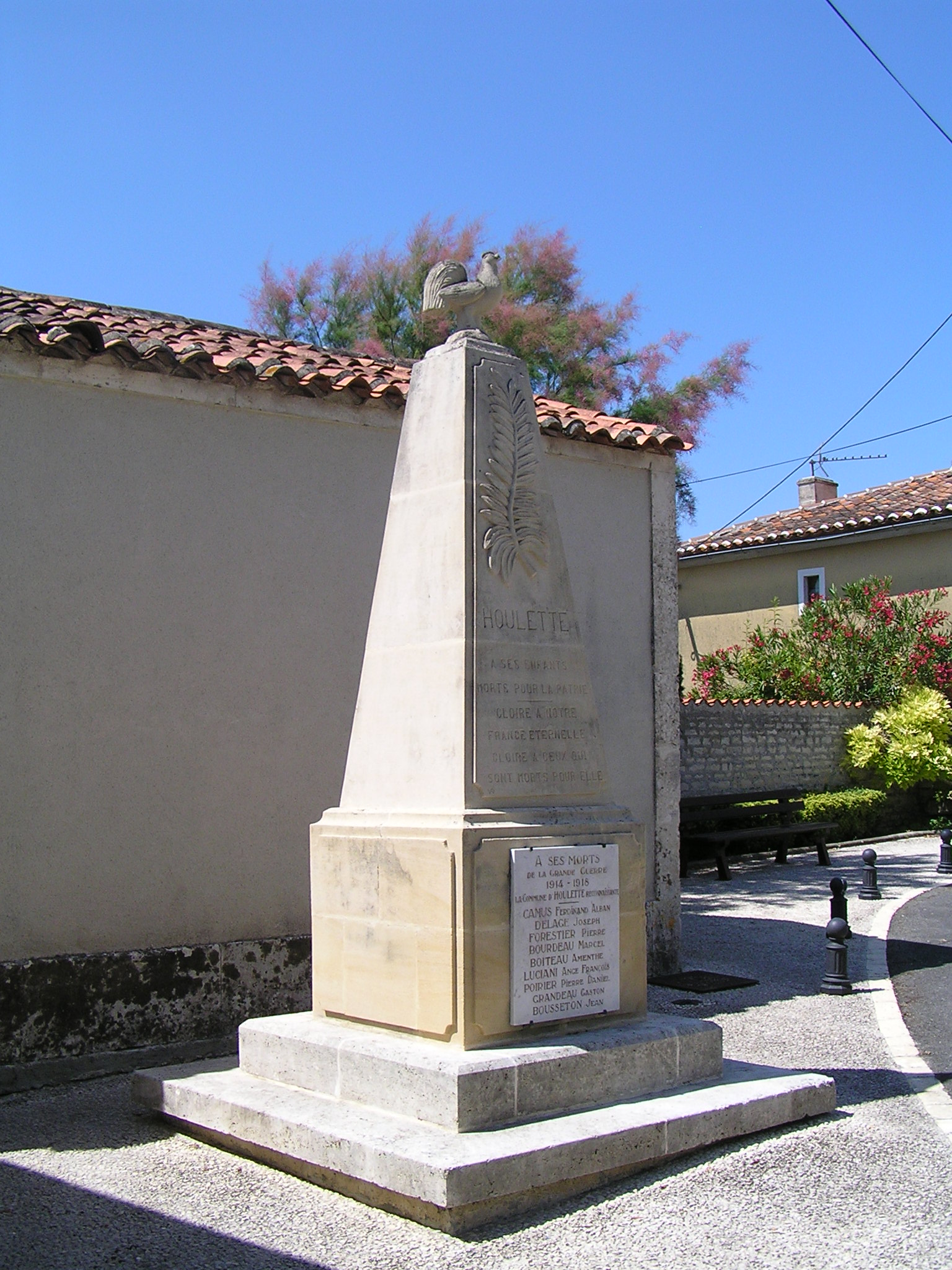
Военный мемориал